# Goldene Tafel
Die Goldene Tafel ist ein hölzernes Retabel in Form eines gotischen Flügelaltars aus dem 15. Jahrhundert, das für den Mindener Dom geschaffen wurde. Es steht auf einer romanischen Predella von 1220. Die Bezeichnung des für die Kirchenkunst bedeutenden Stücks deutet auf die ehemalige, größtenteils verlorengegangene Vergoldung hin.
Die Goldene Tafel zählt heute zu den wertvollsten Exponaten des Bode-Museums in Berlin. Eine kleinere Version des Retabels wurde im späten 19. Jahrhundert für St. Johannis Baptist in Herford gefertigt. Im Chor des Mindener Domes befindet sich seit 2002 eine Rekonstruktion der Goldenen Tafel. Alle drei Goldene Tafeln sind in Motivwahl, Stil und künstlerischer Ausgestaltung ähnlich, keine jedoch ist beziehungsweise war eine exakte Kopie einer anderen.

## Goldene Tafel in Berlin

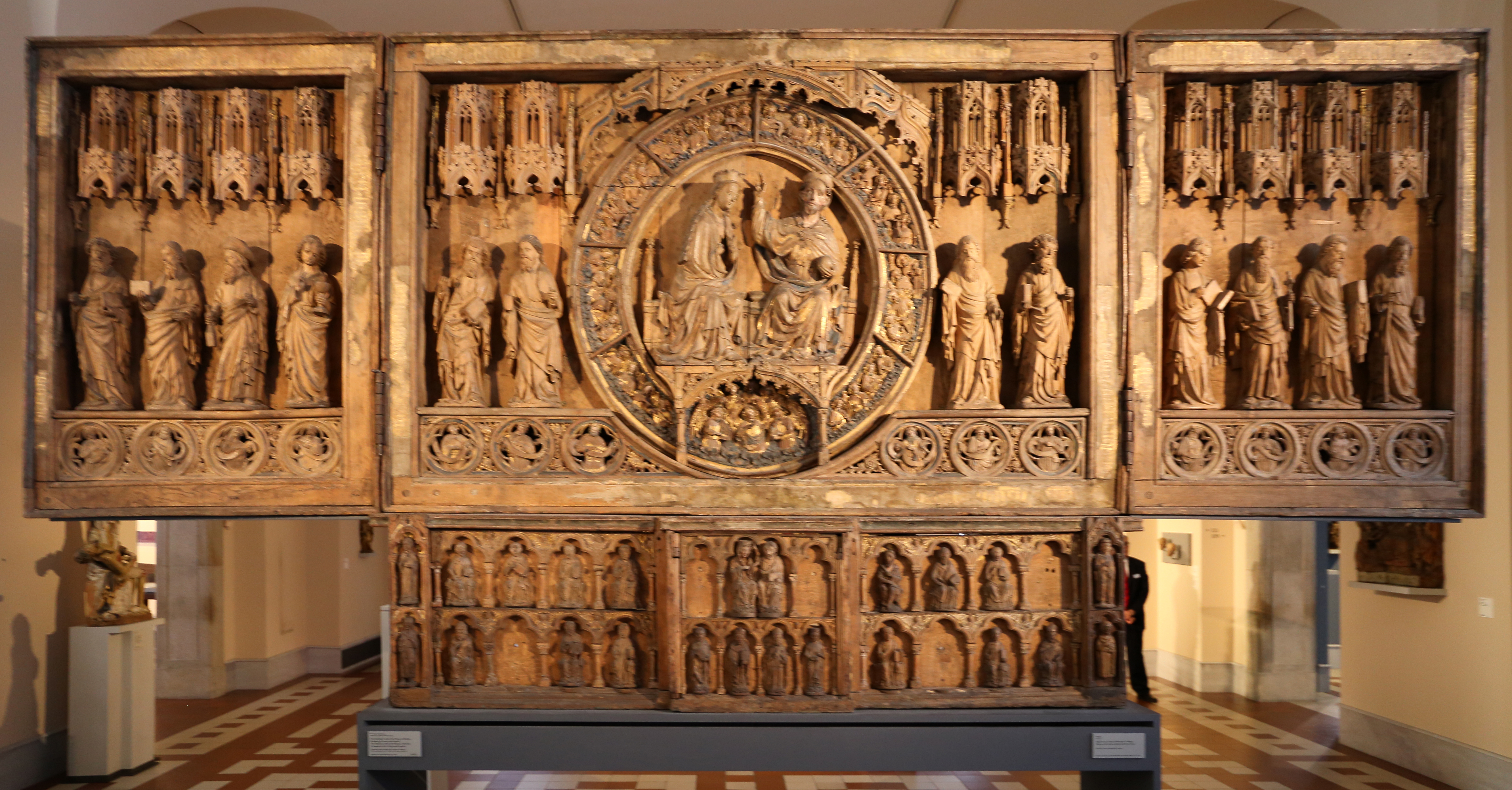
Die Goldene Tafel im Bode Museum in Berlin

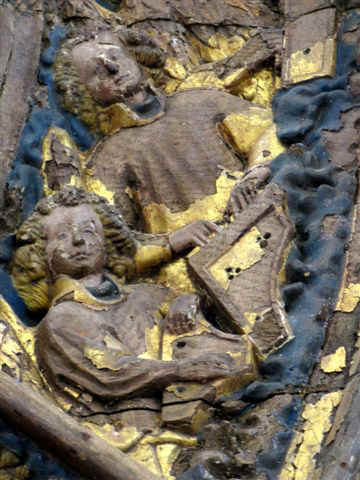
Engel am Cembalo (Original)

Bei der Goldenen Tafel im Berliner Bode-Museum (Standort: 52° 31′ 18,1″ N, 13° 23′ 42,4″ O) handelt es sich um das Original, das jedoch nicht mehr in seinem ursprünglichen Zustand erhalten ist. Augenfällig ist, dass einige Figuren verschollen sind oder auf ihren Plätzen getauscht wurden und die Bemalung und Vergoldung größtenteils verlorengegangen sind.

### Beschreibung
Die Goldene Tafel besteht aus einer romanischen Predella sowie einem gotischen Retabel. Sie ist aus Eichenholz geschnitzt und zeigt nur noch Reste der ehemals vollständigen Bemalung und Vergoldung. Teile und ganze Figuren fehlen, das Holz ist in teils sehr schlechtem Zustand. Die Flügel sind fixiert, daher nicht mehr beweglich. Mit geöffneten Flügeln hat das Retabel eine Breite von etwa 5,5 Metern.

### Retabel
Das Retabel ist ein Flügelaltar. Im Zentrum des Mittelteils erscheint in einem Kreismedaillon die Krönung Mariens. Die gekrönte Gottesmutter Maria sitzt auf einer gotischen Thronbank zur Rechten Christi, der den Arm zum Segen erhoben hat. Im in mehrere Felder unterteilten Kreismedaillon bildet ein Kranz musizierender Engel eine Gloriole. Beidseitig der Krönungszene stehen die zwölf Apostel unter gotischen, teils später rekonstruierten, Baldachinen. Alte Fotografien belegen, dass die Apostelfiguren ihre Position mehrfach gewechselt haben. Eine Rekonstruktion der ursprünglichen Anordnung wird davon ausgehen, dass die wichtigsten Apostel in der Nähe des Zentrums standen, neben Petrus und Paulus kommen hier Johannes, Andreas oder Jakobus maior in Frage. Dies kann jedoch nicht mehr als eine Hypothese sein. Da der Altar aus derselben Werkstatt wie der ehemalige Altar der Jakobikirche in Lübeck (heute Museum Schwerin) stammt, ist die dort an der Altarwand in die Heiligenscheine geschriebene Namenfolge möglicherweise auch für die Mindener Tafel gültig. Im Jakobikirchaltar standen von links nach rechts: Simon, Matthäus, Matthias, Jakobus major, Johannes, Petrus, Paulus, Andreas, Jakobus minor, Bartholomäus, Thomas, Philippus. Der Apostel Judas Thaddäus ist also dort nicht in die Zwölf-Apostel-Reihe aufgenommen.  Doch könnte in Minden je nach örtlicher Vorliebe auch ein anderer minder wichtiger Apostel wie Matthias oder Philippus entfallen sein.
Da auch am Jakobikirchaltar die Figuren später vertauscht wurden, ist eine Identifizierung der dortigen Einzelskulpturen nicht möglich und der Vergleich somit unergiebig. Die Identität der einzelnen Figuren der Goldenen Tafel ist nur bei einer Figur zweifelsfrei zu klären, da sie ihr Attribut behalten hat: Die bartlose Figur an Position Nr. 4 von links mit einem Kelch, aus dem eine Schlange kriecht, ist der heilige Evangelist Johannes. Der Schlüssel in der Hand einer weiteren Figur (Position 10 von links) ist nicht original und kann daher diese Gestalt nicht als Petrus ausweisen, zumal sie nicht dem gängigen Petrustypus entspricht. Wegen ihrer kahlen Stirn und des langen Bartes kann sie vermutungsweise als Paulus identifiziert werden, doch kommt auch Figur 2 als Paulus in Frage. Aufgrund des Gesichtstypus (kurzer lockiger Bart) ist entweder die Figur Nr. 1 oder die Figur Nr. 8 als Petrus zu benennen, falls nicht das fragmentarische Attribut von Nr. 8 ein Messer war, was diesen als Bartholomäus ausweisen würde. Schließlich ist die zweite bartlose Figur Nr. 9, die in ein aufgeschlagenes Buch blickt, vielleicht als Matthäus zu benennen, da es sich bei diesem Apostel um den Autor eines Evangeliums handelt.
Unter der Apostelreihe sind auf einem niedrigen Sockelstreifen vierzehn meist als Propheten bezeichnete Personen in Medaillons dargestellt. Die Inschriften in den Medaillonrahmen der prophetischen Figuren des Sockelgeschosses sind teils noch erhalten. Lesbar sind noch: Osea, Amos, Salomo, Philon, Sophonias. Es handelt sich also nicht nur um Propheten, sondern auch andere Gestalten des Alten Testaments. Die weiteren Figuren sind anhand der heutigen Darstellung nicht identifizierbar. Die Inschriften der Schriftbänder, die die vierzehn in ihren Hände halten, zeigten vermutlich Textzitate aus entsprechenden Bibelstellen, die man im Mittelalter auf Maria bezog.
Vom jeweils die drei Tafeln umgebenden Schriftband sind nur wenige Buchstaben in gotischer Fraktur erhalten. Der Text konnte nicht verlässlich rekonstruiert werden.
Auf den Rückseiten der Schwenkflügel des Retabels fanden sich bei einer Restaurierung geringe Reste von Malereien.

### Predella

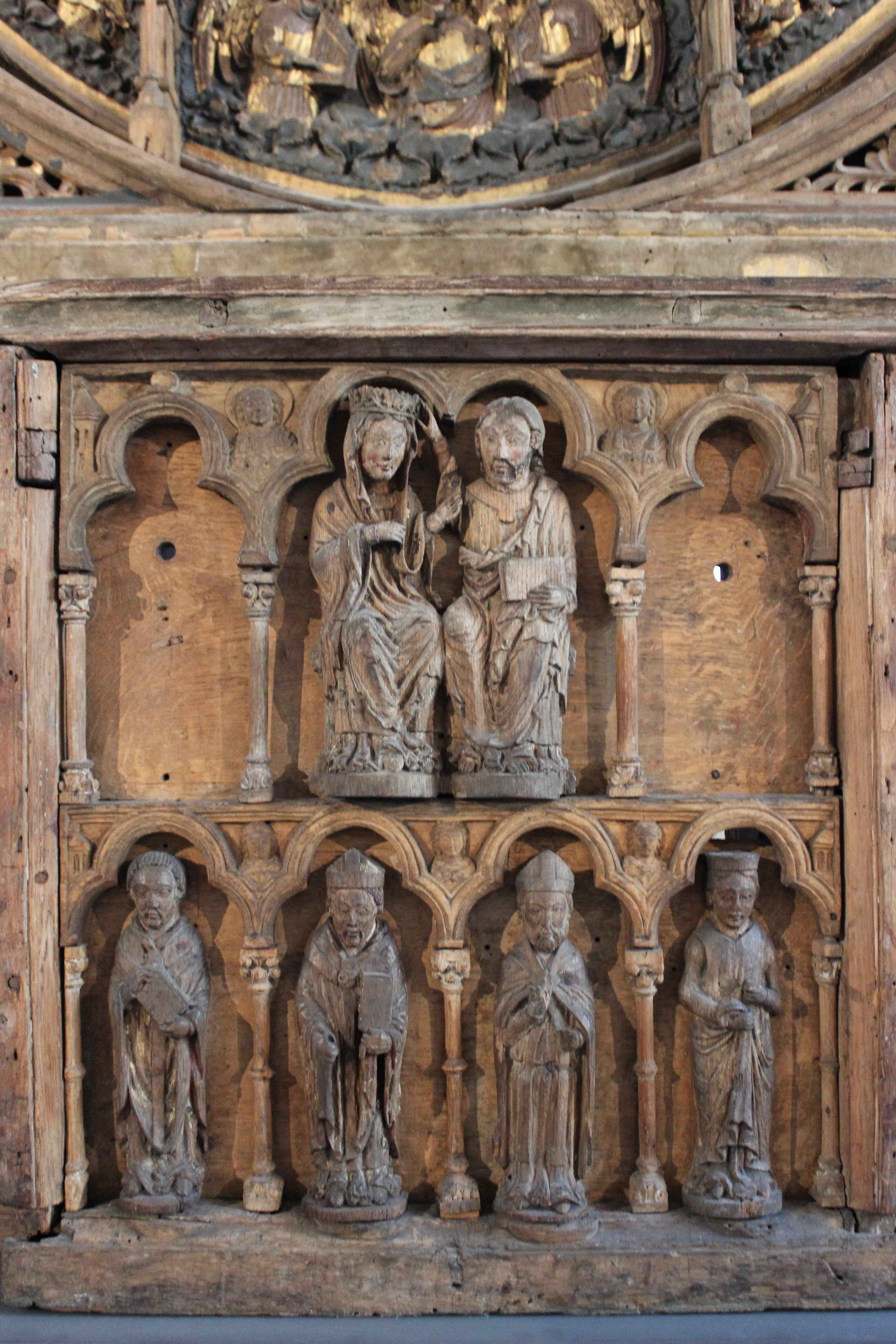
Marienkrönungsszene der Predella

Die romanische Predella zeigt in der Mitte erneut die Marienkrönungsszene ähnlich wie beim Retabel darüber, aber deutlich weniger herausgehoben als beim Retabel darüber, denn Jesus und Maria sind nicht aufwendig wie oben von weiteren Figuren umrandet, sondern stehen wie alle weiteren Figuren der Predella unter einer gemeinsamen Blendarkaden mit Kleeblattbögen im romanischen Stil. Die Arkaden setzen sich neben Maria und Jesus und in einer darunter fort. Die beiden Arkadenreihen der Vorderseite bedachen inklusive der Figuren Jesus und Maria insgesamt 22 Figuren, die jeweils unter einem Bogen stehen oder sitzen. Neben der Marien- und Jesusdarstellung sind die Figuren von zehn Aposteln sind erhalten, außerdem Bischöfe, Diakone und Ritterheilige, bei denen es sich wohl neben dem Dompatron Gorgonius um weitere regional verehrte Heilige handelt, darunter eine weibliche Person. Die meisten sind sitzend wiedergegeben, einige stehend. Die Figuren unter sechs Arkaden der Vorderseite fehlen. Die mittleren und seitlichen Stücke der Front springen etwas hervor. An den Seitenwänden finden sich in Fortsetzung der zwei vorderen Arkadenreihen jeweils zweieinhalb weitere Blendarkaden. Auch die vier voll ausgebildeten Arkaden weisen keine Figuren auf. Den seitlichen Arkaden fehlen also mindestens 12 weitere Figuren. Insgesamt fehlen der Berliner Predella also mindestens 18 Figuren.

### Geschichte und Bedeutung

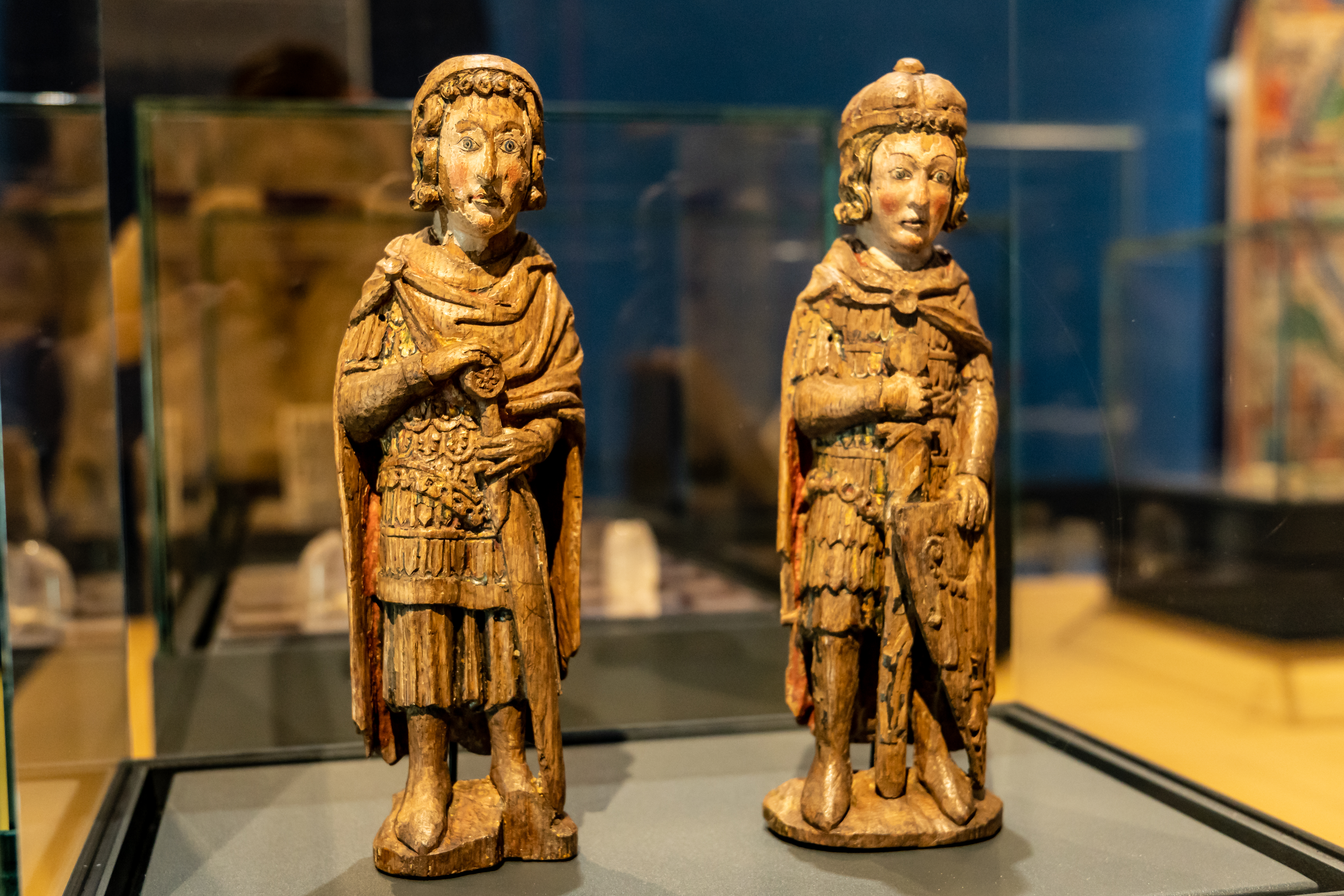
Die zwei Figuren aus dem Museum für Kunst und Gewerbe in Hamburg

Das Original war bis zur Aufhebung des Mindener Bistums prominentes Ausstattungsstück im Dom. 1656 wurde die Goldene Tafel durch einen Barockaltar ersetzt, der den Zweiten Weltkrieg nicht überstand und verbrannte. Die Goldene Tafel wurde seit 1656 die längste Zeit zusammengeklappt im Dom gelagert und spielte in der damaligen Liturgie keine Rolle. Das Holz und die Bemalung der Tafel wurden während dieser nachlässigen Lagerung stark angegriffen. Einzelne Figuren gingen verloren. Die Tafel wurde dann 1909 für 40.000 Reichsmark von der Domgemeinde an das Bode-Museum in Berlin verkauft.
Die Predella ist ein Werk der Romanik, datiert auf die Zeit um 1220. Die Dendrochronologie ergab ein frühestmögliches Datum 1214. Die Predella war vermutlich ursprünglich ein Altar mit kastenförmig ausgebildeten Reliquienschrein. Der kastenartige Aufbau setzt sich heute an den Seiten in nur noch zweieinhalb Blendarkaden in die Tiefe fort. Die deutet darauf hin, dass seitlich Teile der Arkadenreihe abgesägt wurde, so dass der Altar früher tiefer gewesen sein muss und eine unbestimmte Anzahl weiterer Arkaden und Figuren hatte. 22 Figuren sind erhalten, mindestens 18 fehlen im Berliner Werk. Zwei davon sind im Museum für Kunst und Gewerbe in Hamburg erhalten. Zwei weitere gehörten zu den Exponaten im Kestner-Museum in Hannover. Diese beiden wurden im Zweiten Weltkrieg zerstört und nur Fotografien sind überliefert. Die mittleren und seitlichen Stücke der Front, die etwas hervor treten, waren einst mit Giebeln bekrönt. Die Rekonstruktion ergibt daher einen Altar-Schrein mit Satteldach und drei Giebelhäusern, der wohl auf einem Altarblock stand. Anfang des 13. Jahrhunderts gab es noch keine Altäre mit Predellen. Die Verwendung als Predella statt als Reliquienschrein bzw. die heutige Kombination aus Predella und Retabel geht daher frühestens auf das 15. Jahrhundert zurück.
Das gotische Retabel stammt aus der Zeit um 1420/1425. Die dendrochronologische Datierung der Hölzer des Retabels ergab ein frühestmögliches Entstehungsdatum 1421. Das Holz stammt nach botanischer Untersuchung aus dem Weserbergland südlich Mindens. Da die Deckplatte der heutigen Predella zum neueren Retabel gehört, ist dieses vermutlich von vornherein in der Absicht geschaffen worden, den Reliquienschrein aus dem frühen 13. Jahrhundert als Predella in den neuen Altar zu integrieren. Der Aufbau als Retabel mit Standfigurenreihe, Sockelgeschoss und zentraler Gruppe folgt dem Beispiel niedersächsischer Altäre wie beispielsweise dem Marienkrönungsaltar in der Matthäikirche Gronau, der sich ehemals in St. Godehard in Hildesheim befand. Die Figuren zeigen eine große Ähnlichkeit mit den Figuren des ehemaligen Altars der Jakobikirche in Lübeck, der sich heute in Schwerin befindet. Dadurch geben sie sich als Arbeiten einer Lübecker Werkstatt zu erkennen. Ein Nachfolgewerk der Goldenen Tafel, das besonders den auffälligen Mittelkreis kopiert, ist der Altar der St. Sixti-Kirche in Northeim. Dass man in Minden für den Hochaltar des Doms auf den Lübecker Kunstkreis zurückgriff, zeigt die Verbindungen der Städte in der Hanse.
Der spätmittelalterliche Flügelaltar ist eine qualitätvolle Arbeit des sogenannten „Weichen Stils“. Kulturhistorisch interessant ist die Verbindung romanischer und gotischer Teile zu einem Kunstwerk. Besondere musikhistorische Bedeutung haben die musizierenden Engel des Retabels. Musikhistoriker können anhand dieser Darstellung mittelalterlicher Musikinstrumente ihrer Erstverwendung datieren. Die Tafel zeigt beispielsweise die älteste bekannte Abbildung eines Cembalos.

## Goldene Tafel in Herford

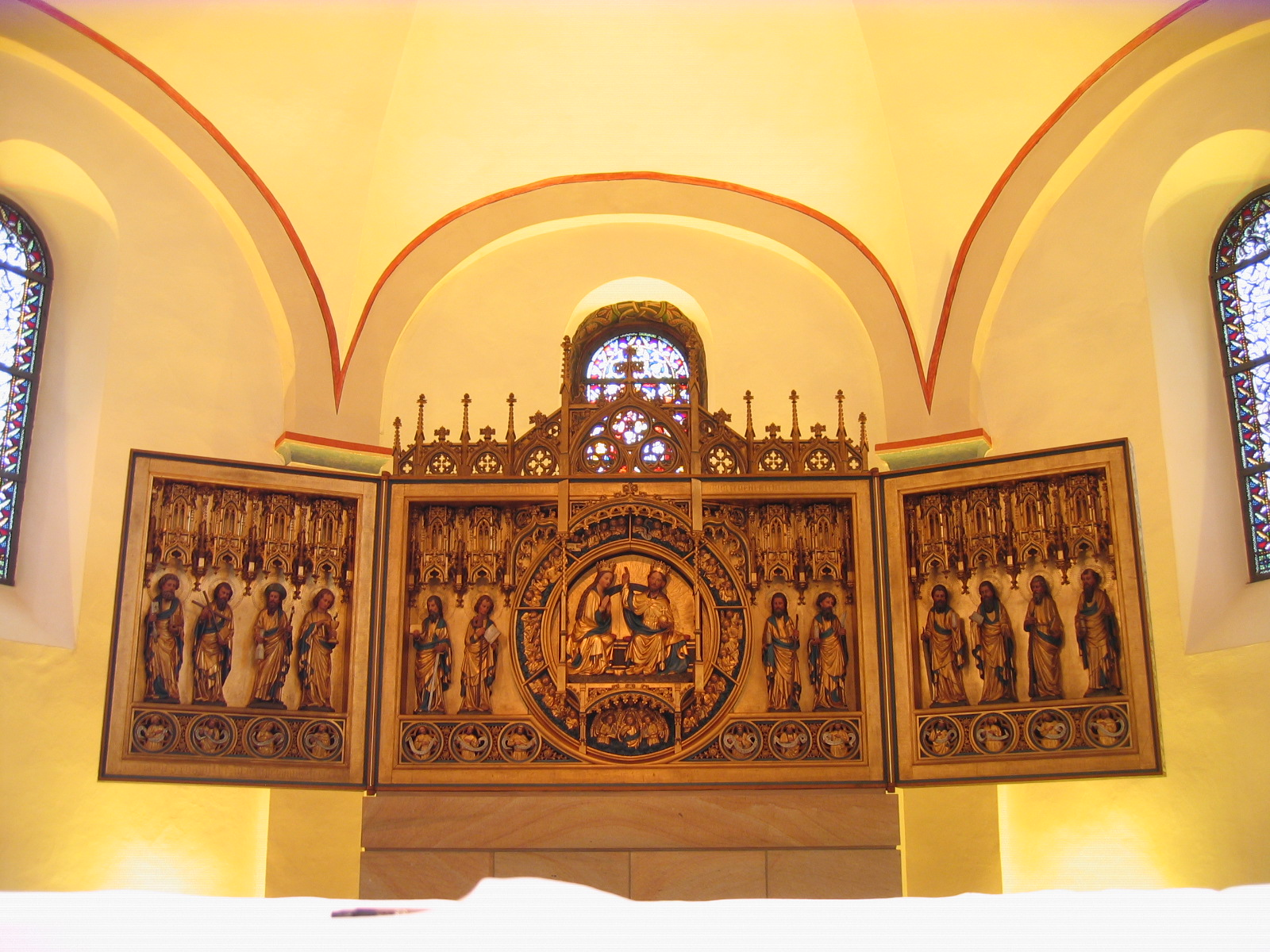
Die Goldene Tafel in Herford

Die Goldene Tafel in der Apsis der katholischen Pfarrkirche St. Johannis Baptist in Herford (Standort: 52° 6′ 54,5″ N, 8° 40′ 34,6″ O) ist die zweitälteste Version der Goldenen Tafel. Sie lehnt sich in Motiv und Stil an die Berliner Goldene Tafel an. Neben dem Erhaltungszustand bestehen weitere deutliche Unterschiede. Auffällig ist beispielsweise die deutlich abweichende Darstellung einiger Figuren. Insgesamt handelt es sich daher bei der Herforder Goldenen Tafel um keine bloße (verkleinerte) Kopie der Berliner Version, auch wenn sie häufig als eine solche bezeichnet wird.

### Geschichte
Die Herforder Version wurde 1891 durch den mit der Restaurierung des Originals, das sich damals noch im Mindener Dom befand, betrauten Bildhauer Anton Mormann (1851–1940) aus der Wiedenbrücker Schule angefertigt. Vorlage der Herforder Version war also die damals noch besser erhaltene Mindener Tafel. Mormann fertigte eine verkleinerte Version der Goldenen Tafel, die sich ganz überwiegend als Nachahmung der Originaltafel präsentiert, in Teilen jedoch auch künstlerisch frei gestaltet wurde. In Herford diente die Goldene Tafel zunächst als Mittelstück des früheren Hochaltars. Die ursprünglich ebenfalls vorhandene, von Mormann nachgeahmte Predella wurde nach der im Zuge des Zweiten Vatikanischen Konzils erfolgten Liturgiereform beseitigt. Bei der letzten Kirchenrenovierung wurde ein moderner Sockel aufgestellt, in den die Reliquien der Heiligen Pusinna eingelassen wurden.

### Beschreibung
Die Herforder Goldene Tafel ist gut erhalten. Die Vergoldung und Figuren sind intakt. Allerdings ist die Herforder Version deutlich kleiner als die Berliner Version. Die Herforder Goldene Tafel besteht aus dem Retabel mit Gesprenge sowie einem neueren Unterbau.

#### Retabel
Das Retabel ist ein geschnitzter Flügelaltar im gotischen Stil mit zwei beweglichen Seitenflügeln.
Hauptmotiv des Retabels ist die Marienkrönung. Auf einer breiten Thronbank sitzt zu Rechten des sitzenden Jesus Maria. Die sich Jesus zuwendende und bereits gekrönte Maria hat ihre Hände wie zum Gebet erhoben. Jesus, dargestellt mit Krone und Weltenkugel, hat seine rechte Hand zur Segnung Marias erhoben. Diese Szene umgibt eine in mehrere Felder unterteilte Aureole, in der 39 Engel dargestellt sind. Die Felder der Aureole ordnen die Engel, 36 davon tragen Musikinstrumente, in neun Engelschöre. Das Marienkrönungsrelief ist auf einer Drehscheibe gelagert, so dass die Mittelszene gewandelt werden kann. Dreht man die Scheibe, erscheint eine Darstellung des Gotteslamms.
Dieses zentrale Motiv wird um die Darstellung der zwölf Apostel in einer oberen Reihe und 14 meist alttestamentlichen Propheten in einer Reihe darunter ergänzt. Die Figuren der Apostel werden von gotischen Baldachinen bedacht. In ihren Händen tragen die Apostel Bibeln und die meisten ihre Attribute, die eine Identifizierung erlauben.
Die meist alttestamentlichen Propheten sind in kreisrunden Medaillons und deutlich kleiner als die Aposteln darüber dargestellt. In ihren Händen tragen sie beschriftete Torarollen, als alttestamentliches Pendant zu den Bibeln in den Händen der neutestamentlichen Aposteln darüber. Der obere Rand der Medaillons trägt den Namen des jeweils dargestellten Propheten.
Die drei Tafeln des Altars sind jeweils mit einem Schriftband gerahmt. Die lateinische Beschriftung ist in gotischer Fraktur ausgeführt. Die auf der Herforder Version wiedergegebenen Texte weichen teils von den wenigen erhaltenen Buchstaben des Berliner Originals ab und können daher nicht durchweg als zuverlässige Rekonstruktionen gelten.
Das Retabel trägt ein Gesprenge in neugotischem Stil, das sich über die gesamte Breite des Hauptschreins zieht.
Die Innenseiten des Flügelaltars sind großflächig vergoldet. Umlaufende Frakturschrift und Gloriolen um die Köpfe der Aposteln sowie einige weitere Motive sind als Glanzvergoldung ausgeführt und heben sich dadurch vom überwiegend mattgoldenen Untergrund ab. Andersfarbig bemalt sind nur wenige Teile. Auffällig ist die blaue Bemalung der Innenseiten und einiger Bausche der ansonsten goldenen Gewänder der Figuren. Lebensecht bemalt sind weitere Teile, darunter besonders auffällig die Attribute der Aposteln, die Physiognomie der Figuren, Pergament und Papier.
Die Rückseiten der Altarflügel zeigen eine Tafelmalerei mit großflächiger Vergoldung. Hauptmotiv ist die Kreuzigung Christi. Daneben erscheinen die Geburt Christi, die Anbetung der Heiligen Drei Könige und die Auferstehung.

#### Unterbau

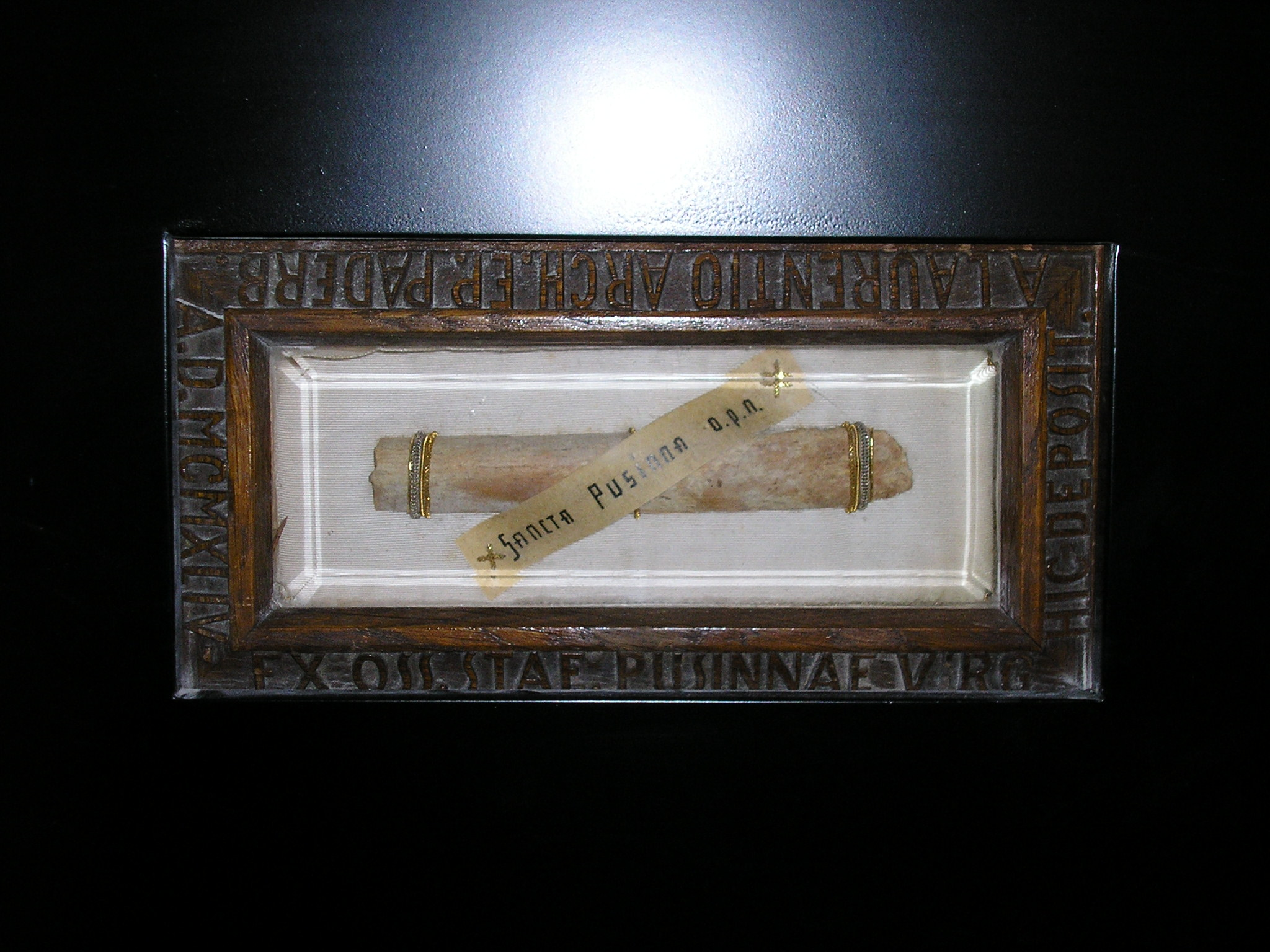
Reliquiar und Reliquie der Pusinna

Der heutige schlichte Unterbau aus hellen Sandsteinquadern ist jünger als das Retabel und ersetzt die ursprünglich vorhandene Predella, die nach der Liturgiereform zusammen mit der Mensa beseitigt wurde. Der Unterbau weist dieselbe Breite wie der Hauptschrein auf und lässt das Bewegen der Flügel des Retabels weiterhin zu. Eingelassen sind Reliquien der Heiligen Pusinna, die einst in der nun lutherischen Herforder Münsterkirche „St. Marien und Pusinna“ verehrt wurde, nachdem 860 die Reliquien der heiligen Pusinna aus Frankreich nach Herford überführt worden waren. Das Knöchelchen der Pusinna wird in einem 1944 von Lorenz Kardinal Jaeger geweihten Reliquiar aus dunklem Holz und mit einem Schauglas auf seiner Vorderseite verwahrt.

## Goldene Tafel in Minden

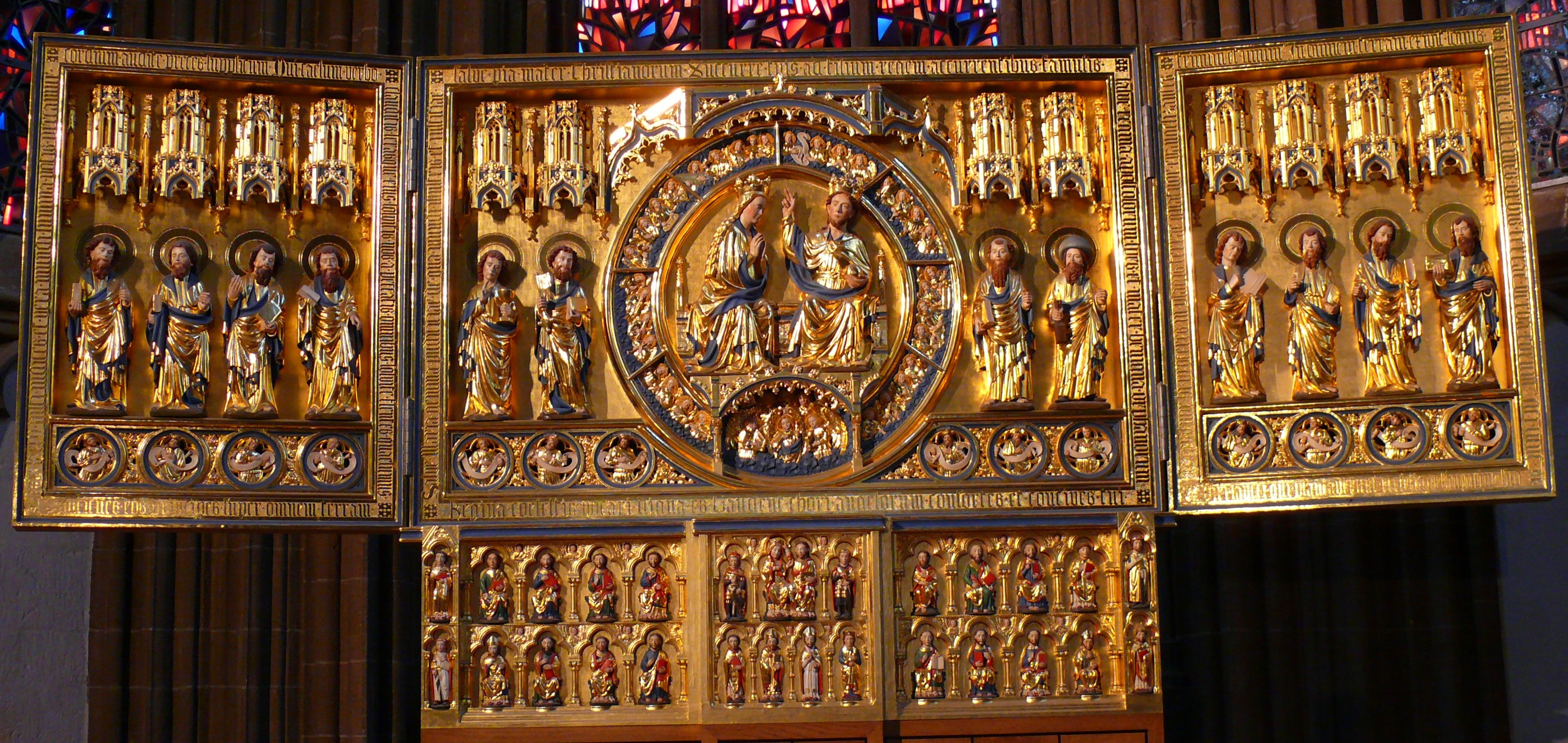
Goldene Tafel in Minden

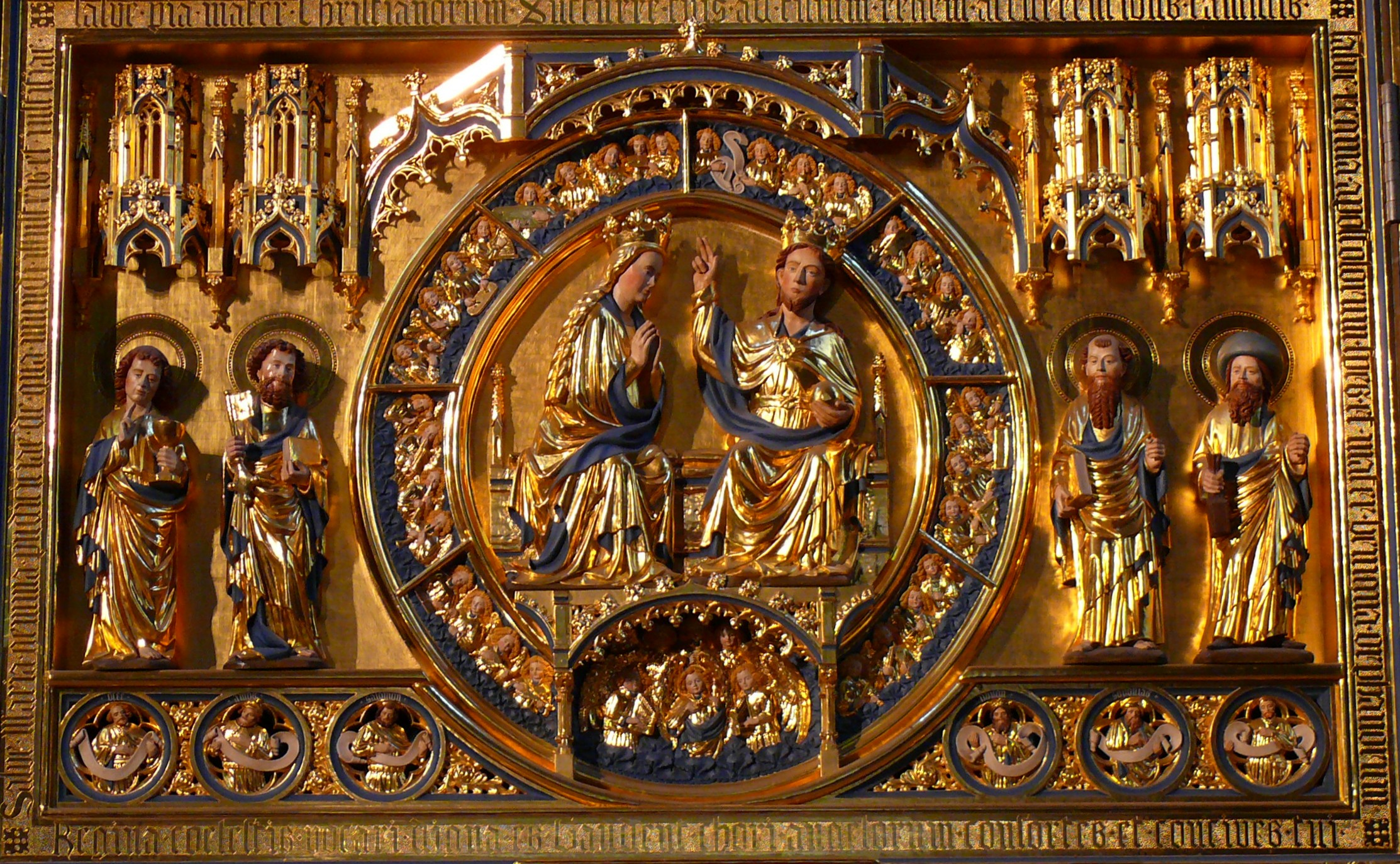
Mittelteil der Goldenen Tafel in Minden

Bei der Goldenen Tafel im Chorpolygon des Mindener Domes (Standort: 52° 17′ 20,1″ N, 8° 55′ 11,3″ O) handelt es sich um die jüngste Version der Goldenen Tafel. Motivwahl und Stil lehnen sich an die Vorbilder in Minden und Herford an. In Berlin fehlende Figuren sowie die in Berlin größtenteils verlorengegangene Vergoldung und sonstige Farbgestaltung wurden ersetzt. Insgesamt handelt es sich bei der Goldenen Tafel also weder um eine künstlerisch völlig freie Neuschöpfung noch um eine Kopie einer der früheren Versionen, sondern um eine Rekonstruktion. Die Rekonstruktion ist aber ebenfalls ein Werk hohen handwerklichen Wertes und, soweit eine freie Gestaltung einiger Teile vorliegt, auch von hohem künstlerischen Wert.

### Geschichte
Nachdem Versuche eines Rückkaufs der Originaltafel in Berlin gescheitert waren, entschieden sich die Mindener 1999 für die Rekonstruktion der Originaltafel. Die Südtiroler Bildhauer Wilhelm Senoner und Hugo Senenor rekonstruierten die Goldene Tafel anhand der Vorlagen in Berlin und Herford und älterer Skizzen und Fotografien. Unterstützt wurden die Senenors durch die Paderborner Firma Ochsenfarth Restaurierungen. Die Rekonstruktion wurde 2002 durch den Paderborner Kardinal Joachim Degenhardt geweiht.

### Beschreibung
Die Goldene Tafel in Minden, aufgrund ihrer Entstehungszeit in tadellosem Zustand, besteht aus dem Retabel und der Predella auf einem schlichten, hölzernen, modernen Unterbau. Mit geöffneten Flügeln ist das Retabel wie in der Berliner Version rund fünfeinhalb Meter breit.

#### Retabel
Die Innenseite des Retabels entspricht in Stil, Form und Gestaltung annähernd der Herforder Version, die jedoch im Gegensatz zur Herforder Version und genau wie die Berliner Version kein Gesprenge hat. Die Hauptmotive Marienkrönung umgeben von den Engeln, die Aposteln, darunter die Propheten finden sich sämtlich auf der Mindener Version wieder. Auffällige Unterschiede betreffen vor allem die Figuren der Aposteln. Besondere Attribute weisen nur drei der vier Inneren Aposteln und sind daran zu identifizieren als Johannes (Attribut: Kelch), Petrus (Schlüssel), [unbestimmt] und Jakobus (Pilgerhut und Beutel) (von links nach rechts). Aufgrund der Unsicherheit der ursprünglichen Reihenfolge des Originalaltars (siehe dazu oben) entspricht Reihenfolge und Kombination von Figur und Attribut kaum der Originalreihenfolge – von der jetzigen Zusammenstellung der Figuren in Herford und Berlin weicht die rekonstruierte Reihenfolge ohnehin ab.

#### Predella
Motivkomposition und Stil sind näherungsweise ähnlich der Berliner Version. Hauptmotiv ist also auch in der Mindener Version die Marienkrönung begleitet von zwei Reihen weiterer Figuren unter Arkaden. Die Darstellungen der Figuren weicht aber in vielen Details teils deutlich davon ab. Am auffälligsten ist die Rekonstruktion der fehlenden Figuren. Rekonstruiert wurden beispielsweise der Domschutzpatron Gorgonius in seiner römischen Rüstung (zur Rechten Marias) sowie der erste Mindener Bischof Erkanbert (obere Reihe, 5. Figur zur Linken Jesus). In der Rekonstruktion fällt die Bestimmung der abgebildeten Personen, darunter Bischöfe und Heilige, einfacher als bei der stark beschädigten Berliner Predella. Eine Identifizierung aller Personen ist aber nicht möglich. In der Mindener Version sind die in der Berliner Predella kaum noch erkennbaren Engel über den Arkaden deutlich zu erkennen.
Bemalung und Vergoldung wurden ebenfalls rekonstruiert. Wie bei dem Retabel dominiert der Goldbelag. Körperteile sind wie beim Retabel lebensecht bemalt. Neben dem beim Retabel besonders auffälligen Blau sind Teile der Gewänder und Bibeln in Rot gehalten.

#### Unterbau
Der hölzernen Unterbau ist schlicht gehalten und genauso breit und tief wie die Predella und ermöglicht so weiterhin das Schließen der Seitenflügel.